# ANBV Yavire (GC-22)
El ANBV Yavire, es un Buque de Vigilancia del Litoral (BVL) de la Armada de Venezuela, de la clase Guaicamacuto en construcción en los astilleros de Navantia en la localidad gaditana de San Fernando, en España.
Recibe su nombre en memoria del cacique indígena, que se distinguió en la lucha contra los conquistadores españoles.

## Construcción y botadura
Se colocó el primer bloque sobre las gradas del astillero gaditano en junio de 2008. El buque, fue botado el 11 de marzo de 2009 en un acto presidido por el embajador de Venezuela en Madrid, Alfredo Toro Hardy, el comandante general de la Armada venezolana, el almirante Zahím Alí Quintana Castro, y el presidente de la empresa Navantia, Pedro Gómez.
El 25 de junio de 2010, Navantia, comenzaron las pruebas de mar efectuadas en la bahía de Cádiz a los buques ANBV Guaiquerí (PC-21), ANBV Yavire (GC-22) y ANBV Naiguatá (GC-23) que se dieron por finalizadas el 21 de octubre de 2010, para ser entregado a la Armada de Venezuela el 10 de noviembre de 2010 bajo el mando de Juan Carlos Otti, siendo recibido en Venezuela el 28 de enero de 2011.

## Características y funciones del ANBV Yavire
El casco y su superestructura están construidos en acero. Dispone de ESM radar y comunicaciones (COMINT); radar de vigilancia aérea/superficie (2D); IFF y Link Y. Cuenta además con una rampa en popa para una embarcación tipo RHIB, y dispone también de equipos de lucha contra los vertidos y sistema para lucha contraincendios.
El buque, es un patrullero de altura especialmente diseñado entre otras misiones para la protección y vigilancia del litoral, protección del tráfico marítimo, asistencia a otros buques, lucha contra incendios, lucha contra la contaminación marina, transporte, misiones de búsqueda y salvamento.

## Unidades de la Clase Guaicamacuto
La Clase Guaicamacuto la compondrán los siguientes buques:
- ANBV Guaicamacuto (GC-21)
- ANBV Yavire (GC-22)
- ANBV Naiguatá (GC-23), hundido el lunes 30 de marzo de 2020.
- ANBV Comandante eterno Hugo Chávez (GC-24)

El GC-21 y el GC-23, se construyeron en el mismo astillero; el GC-24, está en construcción desde 2008 en astilleros venezolanos por personal venezolano en formación en el astillero de San Fernando.